# Matisia stenopetala
Matisia stenopetala är en malvaväxtart som beskrevs av Paul Carpenter Standley och Cuatrec.. Matisia stenopetala ingår i släktet Matisia och familjen malvaväxter. Inga underarter finns listade i Catalogue of Life.